# Epandros
Epandros (tiếng Hy Lạp: Ἔπανδρος) là một vị vua Ấn-Hy Lạp. Ông có thể là có họ hàng với Menandros I, và việc tìm thấy tiền xu của ông dường như chỉ ra rằng ông đã cai trị trong khu vực Punjab.

## Thời gian cai trị
Bopearachchi cho rằng Epandros cai trị khoảng từ năm 95 đến 90 TCN và R. C. Senior cho là vào khoảng năm 80 TCN. Số lượng tiền xu ít ỏi của ông cho thấy rằng ông cai trị không lâu và/hoặc ông chỉ cai trị trong một vùng đất nhỏ.

## Những đồng tiền của Epandros
Những đồng đrama bạc của Epandros vẽ hình ông ở mặt trước còn mặt sau có hình nữ thần Athena đang chiến đấu theo kiểu Menandros I. Có thể qua đây, người ta đoán Epandros là con cháu của vị vua nổi tiếng này, song danh hiệu Nikephoros ("Người chiến thắng") lại chỉ có ông sử dụng: những người khác thường là Soter (Vị cứu tinh). Ông không cho đúc tiền kiểu Attic (đơn ngữ).
Ngoài ra Epandros còn cho đúc chồng lên tiền của Strato I và Philoxenos.